# ستايسي مارتن (لاعبة كرة مضرب)
ستايسي مارتن (بالإنجليزية: Stacey Martin)‏ هي لاعب كرة مضرب أمريكية، ولدت في 13 نوفمبر 1970.

## وصلات خارجية
- ستايسي مارتن على موقع رابطة محترفات التنس (الإنجليزية)
- ستايسي مارتن على موقع الاتحاد الدولي لكرة المضرب (الإنجليزية)
- ستايسي مارتن على موقع خلاصة التنس.كوم (الإنجليزية)